# Klastisch gesteente

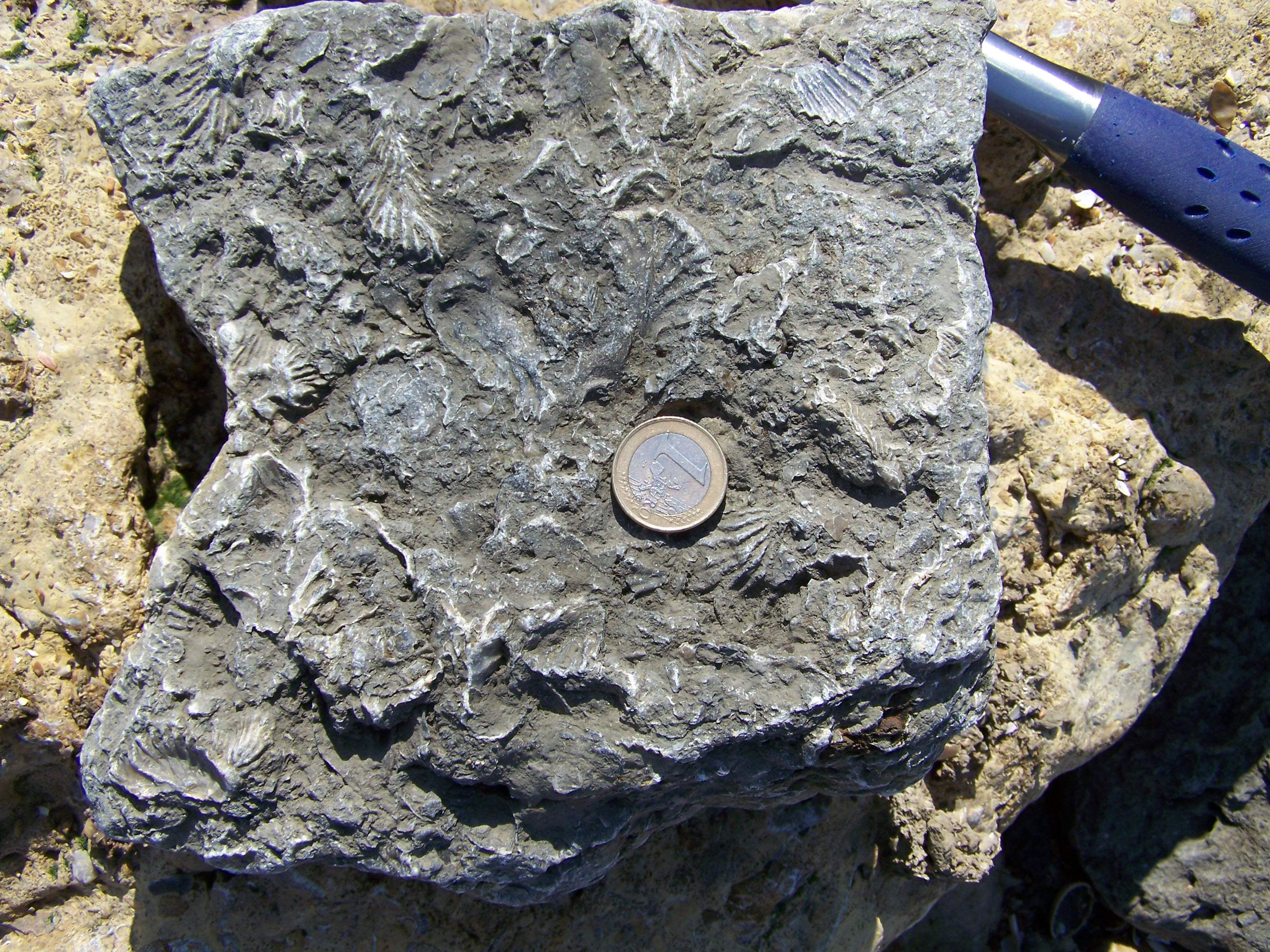
Een boundstone is een klastisch gesteente waarin de klasten fossielen zijn. In dit geval zijn dit schelpen van Pelecypoda. Locatie: Houlgate, Normandië.

Klastisch (Grieks: κλάσειν - 'breken') wil zeggen dat een gesteente of sediment is opgebouwd of bestaat uit fragmenten van afgebroken gesteente (zogenaamde klasten). Sedimentaire gesteenten en sedimenten zijn vaak klastisch, maar ook metamorfe gesteenten en stollingsgesteenten kunnen klastisch zijn.

## Klastische sedimentaire gesteenten
Klastisch sediment (en sedimentair gesteente) is opgebouwd uit zogenaamde fragmenten van verweerd en geërodeerd gesteente. Deze klasten kunnen door water of wind ver van het oorspronkelijke gesteente getransporteerd zijn. Voorbeelden van plekken waar klastische sedimenten worden afgezet zijn rivieren (fluviatiel sediment), zeeën en oceanen (marien sediment), en puinwaaiers.
Naast klastische sedimenten bestaan ook organogene en kristallijne sedimenten. Organogene sedimenten worden gevormd uit organische resten (bijvoorbeeld veen of steenkool), kristallijne door het neerslaan van mineralen (bijvoorbeeld kalksteen of evaporieten).
Klastische sedimenten kunnen op korrelgrootte, samenstelling of textuur worden geclassificeerd. Deze kenmerken kunnen typisch zijn voor een bepaald afzettingsmilieu, zodat classificatie iets kan vertellen over de omstandigheden waaronder het gesteente of sediment gevormd werd.

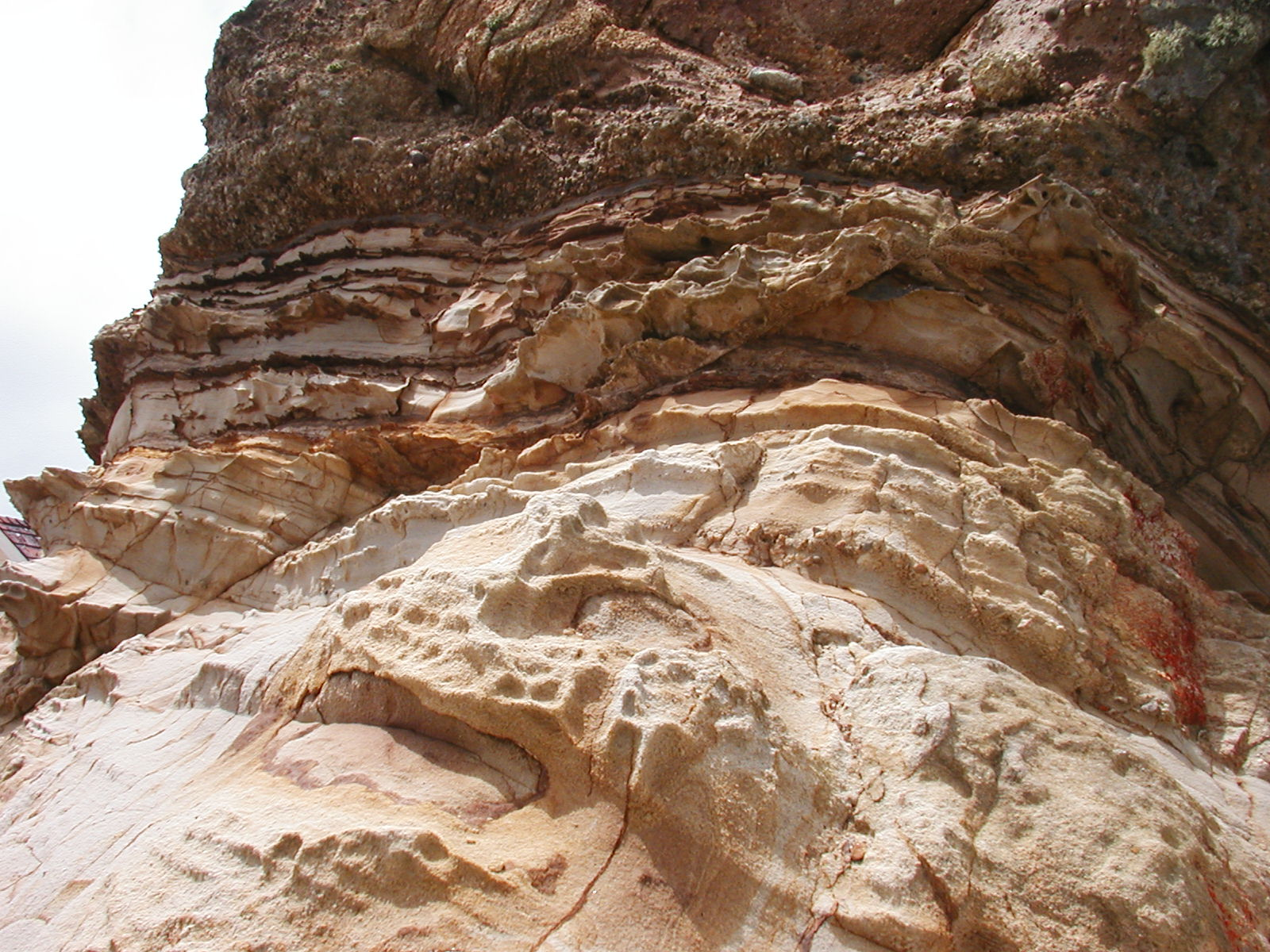
Een opvolging van sedimentaire gesteentelagen in een turbidiet te Point Reyes, Californië. De licht gekleurde lagen onderop bestaan uit grove zandsteen, de donkerder lagen bovenaan uit conglomeraat. In het conglomeraat zijn duidelijk de klasten te herkennen: afgeronde keien die vastzitten in het gesteente.

### Korrelgrootte
Bij het classificeren van een sediment of sedimentair gesteente wordt eerst gekeken naar de korrelgrootte van de klasten. Bij kleine klasten spreekt men van klei, leem of silt, of bij gesteenten van schalie of siltsteen. Als de korrels groter zijn wordt het materiaal zand of zandsteen genoemd. Nog grotere klasten worden grind genoemd, indien sprake is van gesteente wordt dit een grove zandsteen of (bij korrels groter dan 2 mm) een conglomeraat of breccie genoemd.
Bij statistische analyse worden korrelgroottes op een logaritmische schaal uitgedrukt.

### Samenstelling
Daarna wordt gekeken naar de samenstelling van zowel de klasten als, bij gesteenten, het cement dat ertussen zit (de zogenaamde matrix). Klei bestaat uit kleimineralen, terwijl silt, zand en grind uit kwarts en andere silicaten (zogenaamde siliclastica) bestaan. Leem is een mengsel van klei, zand en silt.
Bij grotere korrelgroottes wordt ook gekeken naar de afronding van de klasten. Als sprake is van ronde klasten zal het sediment over een langere afstand zijn getransporteerd door water. Door de slijpende werking van water worden de klasten afgerond. Men spreekt dan van een conglomeraat. Bij hoekige klasten is het sediment blijkbaar dicht bij de oorsprong gebleven, men spreekt dan van een sedimentaire breccie.
Belangrijk voor het bepalen van het brongebied van het sediment is de distributie van klasten met verschillende mineralogische samenstelling of vorm. De samenstelling van de matrix kan meer vertellen over de vorming van een sedimentair gesteente.

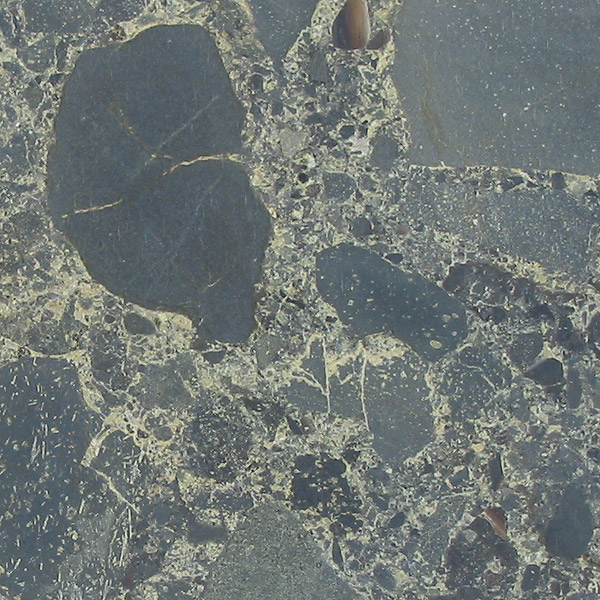
Een hydrothermale basaltbreccie, waarin de groene grondmassa bestaat uit epidoot. Door de intrusie van hydrothermale vloeistoffen wordt het gesteente gebroken. De grondmassa slaat vrijwel gelijk na het opbreken neer.

## Klastische metamorfe en stollingsgesteenten
Bij brosse deformatie (het ontstaan van breuken) kan een klastisch metamorf gesteente ontstaan. Voorbeelden zijn cataclasiet, fault gouge, tektonische breccie en bepaalde (half-brosse) pseudotachylieten en protomylonieten.
Soms kunnen metamorfe gesteenten verbreccied zijn door de werking van hydrothermale vloeistoffen (hydrofractie). Deze hydrothermale klastische gesteenten ontstaan als hydrothermale circulatie het gesteente breekt en verbrecciet, waarbij de vloeistof neerslaat in aders. Dit vindt plaats als gesteente zich in de buurt bevindt van de grote warmtebron van een intrusie (meestal graniet). Vaak zijn hydrothermale breccies gemetamorfoseerd door metasomatisme.
Klastische stollingsgesteenten bestaan uit materiaal dat is opgebroken door stroming, intrusie, of explosies van magma of lava. Klastische stollingsgesteenten zijn of pyroclastische gesteenten (zoals tufsteen en agglomeraat), die aan het oppervlak ontstaan, of intrusieve klastische gesteenten, die op diepte ontstaan bij het snel omhoog schieten van magma door vulkaanpijpen.

### Inslagbreccies
Inslagbreccie is een zeldzame soort klastisch gesteente dat ontstaat bij meteorietinslagen. De klasten bestaan uit ejecta, brokken van het lokale gesteente, gesmolten gesteentefragmenten, tektieten (stukken weggeslingerd glas uit de inslagkrater) en soms stukken van de meteoriet zelf.